# Comité Olímpico Nacional de Armenia
El Comité Olímpico Nacional de Armenia es el Comité Nacional Olímpico de Armenia, fundado en 1993 y reconocido por el COI ese mismo año.